# Gintung (Comal)
Gintung is een bestuurslaag in het regentschap Pemalang van de provincie Midden-Java, Indonesië. Gintung telt 2901 inwoners (volkstelling 2010).